# 郡山地方広域消防組合
郡山地方広域消防組合（こおりやまちほうこういきしょうぼうくみあい）は、福島県郡山市、田村市、田村郡三春町及び小野町の2市2町によって組織された一部事務組合（消防組合）である。消防本部は、郡山市に置かれている。

## 沿革
- 1932年（昭和7年）4月 郡山市常備消防部として発足。
- 1950年（昭和25年）4月 郡山市消防本部を設置、常備消防部を郡山市消防署へ改組。
- 1958年（昭和33年）12月 消防庁舎落成。
- 1967年（昭和42年）11月 熱海出張所を開設。
- 1969年（昭和44年）
  - 2月 磐光ホテル火災が発生。
  - 12月 日和田出張所を開設。
- 1971年（昭和46年）4月 田村出張所を開設。
- 1973年（昭和48年）4月 郡山市を基幹とし、本宮町、三春町、小野町、滝根町、大越町、都路村、常葉町、船引町で、郡山地方広域消防組合設立。郡山市消防本部は郡山地方広域消防組合消防本部に移行。郡山市消防署を郡山消防署に改称。
- 1974年（昭和49年）4月 大槻分署、本宮分署、三春分署、小野分署及び船引分署を開設。
- 1975年（昭和50年）4月 安積分署及び常葉分署を開設。
- 1977年（昭和52年）4月 滝根分署及び喜久田分署を開設。
- 1978年（昭和53年）4月 消防音楽隊が発足。
- 1979年（昭和54年）5月 針生分署を開設。
- 1980年（昭和55年）
  - 4月 都路分署を開設。
  - 7月 本宮町の消防事務が安達地方広域行政組合に移管。
- 1981年（昭和56年）2月 湖南分署を開設。
- 1982年（昭和57年）
  - 4月 船引分署が船引消防署に昇格。
  - 7月 中田分署を開設。
- 1986年（昭和61年）12月 移分駐所を開設。
- 1995年（平成7年）3月 初の高規格救急車を郡山消防署に配置。
- 1999年（平成11年）9月 現在の消防本部、郡山消防署庁舎が竣工。
- 2004年（平成16年）
  - 4月 大越分遣所を開設。
  - 10月 新潟県中越地震に緊急消防援助隊を派遣。
- 2005年（平成17年）3月 田村市の発足に伴い、船引消防署を田村消防署に改称。
- 2008年（平成20年）
  - 6月　岩手宮城内陸地震に緊急消防援助隊を派遣。
  - 7月 福島県内で初となる高度救助隊（通称：スーパーレスキュー郡山）が発足。
- 2010年（平成22年）11月 郡山市西部の警防体制の見直しに伴い、大槻分署及び喜久田分署をそれぞれ大槻基幹分署、喜久田基幹分署に改称。また、針生分署が救急活動を専門に行う針生救急所となる。
- 2011年（平成23年）3月11日 東日本大震災が発生。

## 組織
|                                                       |                             |                                            | 所在地                             |
| ----------------------------------------------------- | --------------------------- | ------------------------------------------ | ---------------------------------- |
| 郡山地方広域消防組合 消防本部 （消防長） （消防次長） | 総務課                      | 庶務係、人事教養係、企画財政係、統計分析係 | 郡山市堂前町5番16号                |
| 郡山地方広域消防組合 消防本部 （消防長） （消防次長） | 予防課                      | 予防係、危険物係、査察係、火災調査係       | 郡山市堂前町5番16号                |
| 郡山地方広域消防組合 消防本部 （消防長） （消防次長） | 消防課                      | 消防水防係、救急係                         | 郡山市堂前町5番16号                |
| 郡山地方広域消防組合 消防本部 （消防長） （消防次長） | 通信指令課                  | 指令係、情報管理係                         | 郡山市堂前町5番16号                |
| 郡山地方広域消防組合 消防本部 （消防長） （消防次長） | 郡山消防署                  | 庶務係、予防係、消防係、救急係、救助係     | 郡山市堂前町5番16号                |
| 郡山地方広域消防組合 消防本部 （消防長） （消防次長） | 郡山消防署                  | 大槻基幹分署                               | 郡山市大槻町字中前田15-2           |
| 郡山地方広域消防組合 消防本部 （消防長） （消防次長） | 郡山消防署                  | 喜久田基幹分署                             | 郡山市喜久田町卸一丁目134-1        |
| 郡山地方広域消防組合 消防本部 （消防長） （消防次長） | 郡山消防署                  | 熱海分署                                   | 郡山市熱海町熱海二丁目65           |
| 郡山地方広域消防組合 消防本部 （消防長） （消防次長） | 郡山消防署                  | 日和田分署                                 | 郡山市日和田町字山ノ井1-1          |
| 郡山地方広域消防組合 消防本部 （消防長） （消防次長） | 郡山消防署                  | 田村分署                                   | 郡山市田村町岩作字穂多礼57-1       |
| 郡山地方広域消防組合 消防本部 （消防長） （消防次長） | 郡山消防署                  | 安積分署                                   | 郡山市安積二丁目354                |
| 郡山地方広域消防組合 消防本部 （消防長） （消防次長） | 郡山消防署                  | 湖南分署                                   | 郡山市湖南町三代字原木390-8        |
| 郡山地方広域消防組合 消防本部 （消防長） （消防次長） | 郡山消防署                  | 中田分署                                   | 郡山市中田町下枝字柏田202-1        |
| 郡山地方広域消防組合 消防本部 （消防長） （消防次長） | 郡山消防署                  | 富久山分署                                 | 郡山市富久山町八山田字経堂52-1     |
| 郡山地方広域消防組合 消防本部 （消防長） （消防次長） | 郡山消防署                  | 針生救急所                                 | 郡山市大槻町字笹ノ台34-1           |
| 郡山地方広域消防組合 消防本部 （消防長） （消防次長） | 田村消防署 （旧船引消防署） | 庶務係、予防係、消防救助係、救急係         | 田村市船引町船引字遠表24-1         |
| 郡山地方広域消防組合 消防本部 （消防長） （消防次長） | 田村消防署 （旧船引消防署） | 移分遣所（救急業務）                       | 田村市船引町上移字後田52           |
| 郡山地方広域消防組合 消防本部 （消防長） （消防次長） | 田村消防署 （旧船引消防署） | 三春分署                                   | 田村郡三春町字亀井88               |
| 郡山地方広域消防組合 消防本部 （消防長） （消防次長） | 田村消防署 （旧船引消防署） | 小野分署                                   | 田村郡小野町大字小野新町字知宗57-1 |
| 郡山地方広域消防組合 消防本部 （消防長） （消防次長） | 田村消防署 （旧船引消防署） | 滝根分署                                   | 田村市滝根町菅谷字入水257-1        |
| 郡山地方広域消防組合 消防本部 （消防長） （消防次長） | 田村消防署 （旧船引消防署） | 都路分署                                   | 田村市都路町古道字戸屋79           |
| 郡山地方広域消防組合 消防本部 （消防長） （消防次長） | 田村消防署 （旧船引消防署） | 常葉分署                                   | 田村市常葉町常葉字古御門61         |
| 郡山地方広域消防組合 消防本部 （消防長） （消防次長） | 田村消防署 （旧船引消防署） | 大越分遣所                                 | 田村市大越町下大越字中田140-2      |

## 車両
2019年3月21日現在
- 普通消防ポンプ自動車：14      (大槻・喜久田・富久山・熱海以外の署所)
- 水槽付消防ポンプ自動車：4   (大槻・喜久田・富久山・熱海)
- はしご付消防自動車：2    (郡山)
- 化学消防自動車：2      (郡山)
- 救急自動車：21     (市内全署　うち予備2台)
- 救助工作車：3      (Ⅱ型　田村・喜久田　Ⅲ型　郡山)
- 小型動力ポンプ付水槽車：1   (田村)
- 指揮隊車：1     (田村)
- 指令車：17
- 防火広報車：1
- 資機材搬送車：4  (そのうち軽搬送車2台)   (田村・郡山)